# Altica madurensis
Altica madurensis es una especie de coleóptero de la familia Chrysomelidae. Fue descrita científicamente por primera vez en 1992 por Kannan & Anand.